# Aeolipile

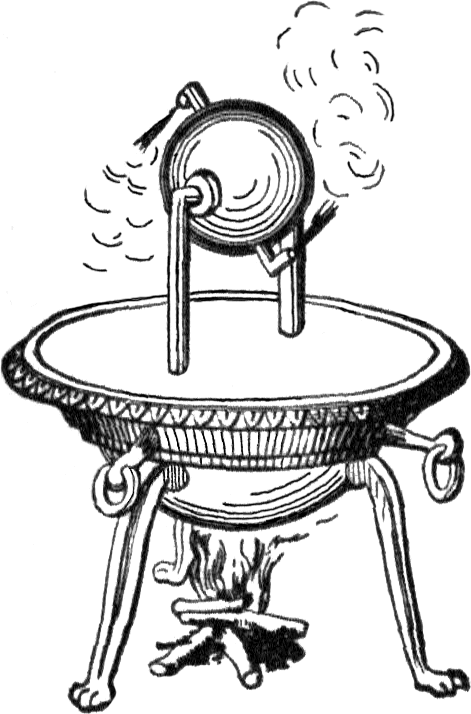
Herons ångkula, i detta fall med två utströmningsrör.

Aeolipile, eolipil eller Herons ångkula är en typ av ångmaskin känd sedan antiken, som består av en ihålig metallkula fylld av vatten eller annan vätska, med ett eller flera utströmningsrör. När metallkulan upphettas så att vätskan kokar, pyser ånga ut ur rören och får kulan att rotera.
Heron från Alexandria beskrev denna maskin under det första århundradet e.Kr. Med dess hjälp åskådliggjordes vattenångans olika verkningar. Kulan görs rörlig kring en vågrät axel och utströmningsrörens öppningar vänds vinkelrätt mot denna och alla åt samma håll. Detta är den äldsta kända variant av ångmaskin. Den nyttjades dock inte för något praktiskt ändamål.
Även om ångkulan inte är särskilt energieffektiv har den tack vare den enkla konstruktionen använts även efter den moderna ångmaskinens utveckling på 1700-talet, exempelvis av Gustaf de Laval i konstruktioner för att driva separatorer på slutet av 1800-talet.